# خانه سردار جلیل
خانه سردار جلیل مربوط به دوره قاجار است و در ساری، خیابان جمهوری، کوچه سردار واقع شده و این اثر در تاریخ ۲۵ اسفند ۱۳۸۰ با شمارهٔ ثبت ۵۴۰۱ به‌عنوان یکی از آثار ملی ایران به ثبت رسیده است.

لطفلی خان سردار جلیل از بزرگ‌ترین مالکان مازندران و یکی از ثروتمندان ایران در عصر قاجار بود.
این بنا پیش از انقلاب مدتی هم به عنوان دبیرستان غیر انتفاعی مهرگان استفاده میشد. در سال ۱۳۵۹ شخصی به نام میرنژاد این ملک را خریداری کرد و تا همین چند سال قبل درآنجا سکونت داشتند. پس از فوت وی تا مدت‌ها این خانه بلا استفاده بود. 
حدود دو سال قبل این ملک به شرکت عمران و مسکن سازان استان مازندران جهت مرمت بناو کاربری فرهنگی فروخته شد. علی رغم تلاشهای فراوان هیچ گونه بودجه به این بنا تاریخی که پتانسیل بسیار بالای گردشگری و توریستی دارد تخصیص نیافت. و این میراث فراموش شده با وجود عوامل تخریبی فراوان و نادیده گرفتن متولیان همچنان استوار ایستاده است.